# Séisme de 2011 en Virginie
Le séisme de 2011 en Virginie est un tremblement de terre d'une magnitude de 5,8 qui a eu lieu le 23 août 2011, à 17 h 51 min 4 s (UTC) soit 13 h 51 min 4 s (ETZ). Selon l'USGS, son épicentre se situe à 61 kilomètres au nord-ouest de Richmond, en Virginie, à proximité de la ville de Mineral. Durant les douze heures qui ont suivi le séisme, quatre répliques ont eu lieu, ayant respectivement une magnitude de 2.8, 2.2, 4.2 et 3.4,,,.
Il a été ressenti dans les États américains du Massachusetts, de Géorgie et de l'Illinois et dans la province canadienne de l'Ontario. Plusieurs bâtiments des villes de New York et de Toronto ont été évacués, ainsi que le Capitole et le Pentagone à Washington DC.
Les deux réacteurs de la centrale nucléaire de North Anna se sont automatiquement arrêtés.

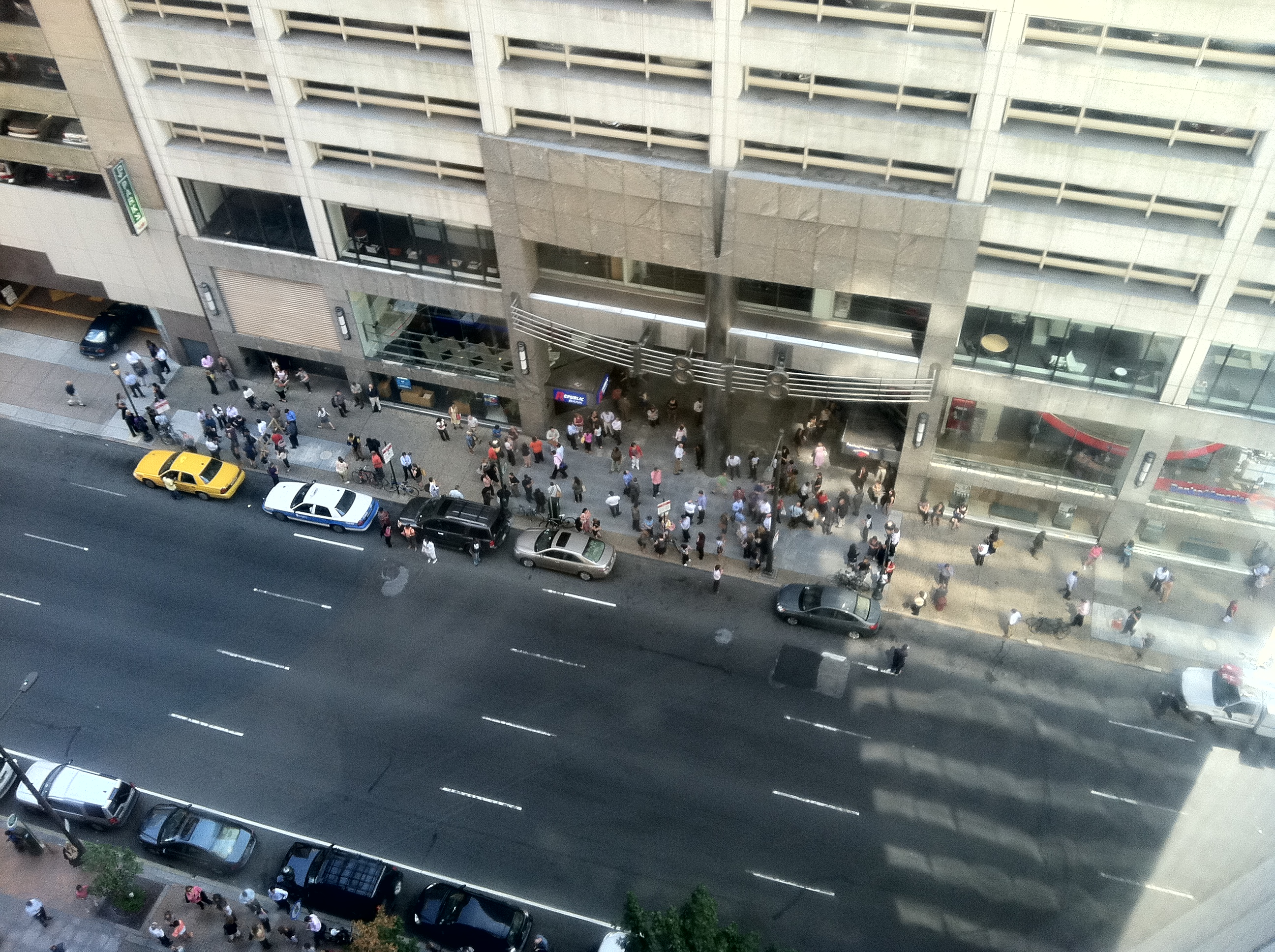
Évacuation d'un immeuble à Philadelphie en Pennsylvanie.

Le site web du Centre sismologique euro-méditerranéen (en anglais EMSC), l'un des principaux sites web mondiaux d'information sur les tremblements de terre, a connu une augmentation massive et immédiate du trafic causée par la convergence de témoins oculaires à la recherche d'informations sur les secousses. Les témoins oculaires des séismes peuvent en effet être considérés comme des capteurs sismiques en temps réel. Dans le cas du séisme en Virginie, leurs temps de connexion se sont avérés imiter la propagation des ondes sismiques générées par le tremblement de terre (en moyenne, les témoins oculaires ont visité le site web dans les 90 secondes après la secousse). L'épicentre a donc pu être déterminé sans utiliser de données sismiques, mais plutôt en rétropropageant 2 minutes de trafic sur le site web de l'EMSC. 